# Szampańskie życie
Szampańskie życie (ang. Bottoms Up, 2006) – amerykański film fabularny wydany na rynku DVD/video. W głównych rolach obsadzono modelkę Paris Hilton oraz komedianta Jasona Mewesa, znanego z filmu Jay i Cichy Bob kontratakują (2001).

## Fabuła
Barman z Minnesoty Owen Peadman przyjeżdża do Los Angeles, by pomóc ojcu zebrać pieniądze na ocalenie jego restauracji. Owen postanawia zamieszkać u swojego wujka Earla, który jest gejem. Owen zakochuje się w pięknej i popularnej Lisie Mancini, niestety nie podoba się to jej partnerowi, znanemu aktorowi Haydenowi Fieldowi. Owen stara się też zabłysnąć w świecie show-biznesu.

## Obsada
- Jason Mewes – Owen Peadman
- Paris Hilton – Lisa Mancini
- David Keith – wujek Earl Peadman
- Jon Abrahams – Jimmy DeSnappio
- Phil Morris – Pip Wingo
- Tim Thomerman – A.J. Mancini
- Brian Hallisay – Hayden Field
- Nicholle Tom – Penny Dhue
- Nic Nac – Nick
- Raymond O'Connor – Frank Peadman
- Desmond Harrington – Rusty #1
- Kevin Smith – Rusty #2
- Matthew Davis – Johnny Cocktail
- Johnny Messner – Tony, kierowca limuzyny